# Букчина, Бронислава Зиновьевна
Бронисла́ва Зино́вьевна Букчина́ (21 декабря 1924, Мозырь, Гомельская область, Белорусская ССР, СССР — 7 ноября 2014, Москва, Россия) — советский и российский лингвист, специалист по орфографии и пунктуации. Автор ряда орфографических словарей русского языка. В начале 1960-х выступила одним из разработчиков реформы русской орфографии и пунктуации, а также в 1990-х—2000-х годах являлась одним из авторов и научных редакторов нового свода «Правил русской орфографии и пунктуации». Кандидат филологических наук, доцент. Мать религиоведа Александра Леонидовича Дворкина.

## Биография
Окончила филологический факультет Одесского государственного университета имени И. И. Мечникова.
В 1974 году в Институте русского языка имени В. В. Виноградова АН СССР защитила диссертацию на соискание учёной степени кандидата филологических наук по теме «Проблемы русской орфографии: (Орфографические словари. „Правила русской орфографии и пунктуации“ 1956 г. и орфографическая практика)» (специальность 10.02.01 — «русский язык»).
Работала сотрудником сектора современного русского языка и культуры речи Института русского языка имени В. В. Виноградова АН СССР.
В 1960-х годах была учёным-секретарём Комиссии по усовершенствованию русской орфографии при Институте русского языка имени В. В. Виноградова АН СССР.
В 1990-х—2000-х годах выступила одним из авторов и научных редакторов нового свода «Правил русской орфографии и пунктуации».
Член Орфографической комиссии при Отделении историко-филологических наук РАН.

## Научные труды

### Монографии
- Обзор предложений по усовершенствованию русской орфографии. (XVIII-XX вв.) / Акад. наук СССР. Ин-т рус. яз.; авт.: Б. З. Букчина, Н. А. Еськова, Л. П. Калакуцкая и др.; Отв. ред. акад. В. В. Виноградов. — М.: Наука, Ленингр. отд-ние, 1965. — 500 с.
- Букчина Б. З., Калакуцкая Л. П., Чельцова Л. К. Письма об орфографии / Отв. ред. А. А. Реформатский, Л. И. Скворцов; АН СССР; Ин-т рус. яз. — М.: Наука, 1969. — 136 с. — 50 000 экз.
- Букчина Б. З., Калакуцкая Л. П. Сложные слова. — М.: Наука, 1974. — 151 с. — (Научно-популярная серия/АН СССР). — 150 000 экз.
- Букчина Б. З. Вопросы орфографической унификации печатных изданий. Учебное пособие. — М.: Всесоюзный институт повышения квалификации работников печати, 1988. — С. 59.
- Свод правил русского правописания. Орфография. Пунктуация: Проект / РАН ; Отделение лит. и языка ; Орфографическая комис.; Ин-т рус. яз. им. В. В. Виноградова ; авторы: Б. 3. Букчина, Н. А. Еськова, О. Е. Иванова, С. М. Кузьмина, В. В. Лопатин, Л. К. Чельцова (орфография), Н. С. Валгина (пунктуация); научное редактирование: Н. А. Еськова, С. М. Кузьмина, В. В. Лопатин (орфография), Е. Н. Ширяев (пунктуация); Редактор: О. Е. Иванова. — М.: Азбуковник, 2000. — 398 с.

### Статьи
- Букчина Б. З. Чередование в корнях слов // О современной русской орфографии. — М.: Наука, 1964. — С. 88—97.
- Букчина Б. З., Протченко И. Ф. К обсуждению некоторых предложений по орфографии (С заседаний Орфографической комиссии) // Вопросы русской орфографии. — М.: Наука, 1964. — С. 120—135. — 35 000 экз.
- Букчина Б. 3. Член-корр. или член-кор.? // Вопросы культуры речи / АН СССР; Ин-т рус. яз.; В. Г. Костомаров (гл. ред.), В. П. Григорьев, А. И. Ефимов, В. Д. Левин, Л. И. Скворцов, Б. С. Шварцкопф (отв. секретарь). – Вып. 7. — М.: Наука, 1965. — С. 135–139.
- Букчина Б. З. Приставки, оканчивающиеся на согласные // Обзор предложений по усовершенствованию русской орфографии. — М.: Наука, Ленинградское отделение, 1965. — С. 230—231.
- Букчина Б. З. Космонавт три или Космонавт-три? // Русская речь. — 1967. — № 2. — С. 70—73.
- Букчина Б. 3., Золотова Г. А. Слова на вывеске // Русская речь. — 1968. — № 3. — С. 49—56.
- Букчина Б. З. Анализ орфографических ошибок (на материале проектов терминологических ГОСТов) // Терминология и норма. — М.: Наука, 1972. — С. 43—65.
- Букчина Б. З., Калакуцкая Л. П. Лингвистические основания орфографического оформления сложных слов // Нерешённые вопросы русского правописания. — М.: Наука, 1974. — С. 5—14.
- Букчина Б. З. О типах орфографических словарей (обзор) // Нерешённые вопросы русского правописания. — М.: Наука, 1974. — С. 215—258.
- Букчина Б. З. «Правила русской орфографии и пунктуации» (1956 г.) и орфографическая практика // Известия АН СССР. Отделение литературы и языка. — 1974. — Т. 33, вып. 1. — С. 44–52.
- Букчина Б. З. О Деде Морозе // Ономастика и норма. — М.: Наука, 1976. — С. 249.
- Букчина Б. З. Дефис? Тире? // Русская речь. — 1977. — № 4. — С. 65—71.
- Букчина Б. З. Золототканый и соединительнотканный // Русская речь. — 1978. — № 1. — С. 142—145.
- Букчина Б. З. О двойных согласных типа Донбасстрой // Русская речь. — 1978. — № 1. — С. 152—154.
- Букчина Б. З. Правописание сокращений типа НИИОгаз // Русская речь. — 1978. — № 4. — С. 154—155.
- Букчина Б. З. Висячий дефис // Современная русская пунктуация. — М.: Наука, 1979. — С. 121—141.
- Букчина Б. З., Калакуцкая Л. П. Орфография и грамматика (на материале терминологической лексики) // Терминология и культура речи. — М.: Наука, 1981. — С. 135—157.
- Букчина Б. З. Орфографические варианты // Литературная норма и вариантность. — М.: Наука, 1981. — С. 215—234.
- Букчина Б. З. Об образованиях типа Грузия-фильм, Тула-уголь и под // Ономастика и грамматика. — М.: Наука, 1981. — С. 41—45.
- Букчина Б. З. «Агрикультура» и «Агрокультура» — два написания или два слова? // Русский язык в школе. — 1988. — № 1. — С. 85.
- Букчина Б. З. Об одном негласном орфографическом исключении // Язык: система и подсистема: к 70-летию М. В. Панова. — М.: Институт русского языка АН СССР, 1990. — С. 75—76.
- Букчина Б. З. Орфографический словарь русского языка -вчера, сегодня, завтра // Русская словесность. — 1994. — № 6. — С. 59—63.
- Букчина Б. З., Клюев Е. В. Степан Григорьевич Бархударов (К 100-летию со дня рождения) // Русский язык в школе. — 1994. — № 1.
- Букчина Б. З. Не-«Правило» и не -«Словарь» // Русская речь. — 1995. — № 4. — С. 56.
- Букчина Б. З. О написании группы сложных прилагательных с первыми частями восточно-, западно-, южно-, северно- // Русская речь. — 1995. — № 5. — С. 50—52.
- Букчина Б. З. Человеко-день, койкоместо... — как их писать? // Русская речь. — 1995. — № 6. — С. 63—67.
- Букчина Б. З. Орфографический словарь всегда ли закон? // Русская речь. — 1997. — № 1. — С. 114—120.
- Букчина Б. З. Ностальгия по старой орфографии // Русская речь. — 1997. — № 1. — С. 124—127.
- Букчина Б. З., Чельцова Л. К. Орфографическая комиссия 1963–1964 годов // Жизнь языка : сборник статей к 80-летию Михаила Викторович Панова / РАН; Ин-т рус. яз. им. В. В. Виноградова; отв. ред. С. М. Кузьмина. — М.: Языки славянской культуры, 2001. — С. 391–394.
- Букчина Б. З. О написании сложных прилагательных // Словарь и культура русской речи. К 100-летию со дня рождения С. И. Ожегова / РАН; Ин-т рус. яз. им. В. В. Виноградова; Сост., подготов. текстов, предисл. и примеч. к статьям, заметкам и мемориальным материалам С. И. Ожегова О. В. Никитина. — М.: Индрик, 2001. — ISBN 5-85759-144-9.
- Букчина Б. З., Калакуцкая Л. П. Проблема орфографической нормализации сложных слов-терминов в восточнославянских языках.

### Энциклопедии и словари
Орфографический словарь русского языка
- Орфографический словарь русского языка: 106000 слов / Подгот. Б. З. Букчиной, Н. Г. Бландовой, Л. П. Калакуцкой и др.; Под ред. С. Г. Бархударова и др.; АН СССР, Ин-т рус. яз.. — 14-е изд., стер. — М.: Русский язык, 1976. — 480 с.
- Орфографический словарь русского языка: 106000 слов / Подгот. Б. З. Букчиной, Н. Г. Бландовой, Л. П. Калакуцкой и др.; Под ред. С. Г. Бархударова и др.; АН СССР, Ин-т рус. яз. — 14-е изд., стер. — М.: Русский язык, 1977. — 480 с.
- Орфографический словарь русского языка: 106000 слов / Подгот. Б. З. Букчиной, Н. Г. Бландовой, Л. П. Калакуцкой и др.; Под ред. С. Г. Бархударова и др.. — 15-е изд. — М.: Русский язык, 1978. — 480 с.
- Орфографический словарь русского языка: 106000 слов / подгот. Б. З. Букчиной, Н. Г. Бландовой, Л. П. Калакуцкой и др.; под ред. С. Г. Бархударова и др.; Академия наук СССР. Институт русского языка. — 19-е изд., стереотип. — М.: Русский язык, 1982. — 478 с.
- Орфографический словарь русского языка: 106000 слов / Подгот. Б. З. Букчиной, Н. Г. Бландовой, Л. П. Калакуцкой и др.; Под ред. С. Г. Бархударова и др.. — 20-е изд., стер. — М.: Русский язык, 1983. — 478 с.
- Орфографический словарь русского языка: 106000 слов / АН СССР, Ин-т рус. яз.; Подгот. Б. З. Букчиной. — 23-е изд., стер. — М.: Русский язык, 1985. — 464 с.
- Орфографический словарь русского языка: 106000 слов / АН СССР, Ин-т рус. яз.; Подгот. Б. З. Букчиной; Под ред. С. Г. Бархударова и др.. — 23-е изд., стер. — М.: Русский язык, 1986. — 464 с.
- Орфографический словарь русского языка: 106000 слов / Подгот. Б. З. Букчиной; АН СССР, Ин-т рус. яз. — 25-е изд., стер. — М.: Русский язык, 1987. — 399 с.
- Орфографический словарь русского языка : 106000 слов / АН СССР, Ин-т рус. яз.; Подгот. Б. З. Букчиной. — 26-е изд., стер. — М.: Русский язык, 1988. — 399 с. — ISBN 5-200-00305-9.
- Орфографический словарь русского языка: 106000 слов / АН СССР, Ин-т рус. яз.; Подгот. Б. З. Букчиной. — 27-е изд., стер. — М.: Русский язык, 1989. — 399 с. — ISBN 5-200-00418-7.
- Орфографический словарь русского языка: 106000 слов / АН СССР, Ин-т рус. яз.; Подгот. Б. З. Букчиной. — 28-е изд., стер. — М.: Русский язык, 1990. — 399 с. — ISBN 5-200-01222-8.
- Орфографический словарь русского языка: ок. 100000 слов / АН СССР, Ин-т рус. яз. ; авторы: С. Н. Борунова, Б. З. Букчина, О. Л. Дмитриева, О. Е. Иванова, Л. П. Калакуцкая, С. М. Кузьмина, В. В. Лопатин, Н. В. Мамина, Л. К. Чельцова; редкол.: В. В. Лопатин, Б. З. Букчина, Л. П. Калакуцкая. — 29-е изд., испр. и доп. — М.: Русский язык, 1991. — 416 с. — 120 000 экз. — ISBN 5-200-01817-X.
- Орфографический словарь русского языка: 106000 слов / Ин-т рус. яз.; подгот. Б. З. Букчиной. — 26-е изд., стер. — М.: Русский язык, 1994. — 683 с.
- Орфографический словарь русского языка: 106000 слов / Ин-т рус. яз.; подгот. Б. З. Букчиной. — 32-е изд., стер. — М.: Русский язык, 1996. — 416 с. — 15 060 экз. — ISBN 5-200-02366-1.

Слитно или раздельно? Опыт словаря-справочника
- Букчина Б. З., Калакуцкая Л. П., Чельцова Л. К. Слитно или раздельно?: (Опыт словаря-справочника): около 43 000 слов / Под ред. Д. Э. Розенталя. — М.: Советская энциклопедия, 1972. — 480 с. — 100 000 экз.
- Букчина Б. З., Калакуцкая Л. П., Чельцова Л. К. Слитно или раздельно?: (Опыт словаря-справочника): Около 43000 слов / Под ред. Д. Э. Розенталя. — 2-е изд., стер. — М.: Русский язык, 1976. — 480 с. — 100 000 экз.
- Букчина Б. З., Калакуцкая Л. П., Чельцова Л. К. Слитно или раздельно?: (Опыт словаря-справочника): Около 43000 слов / Под ред. Д. Э. Розенталя. — 2-е изд., стер. — М.: Русский язык, 1978. — 480 с. — 100 000 экз.
- Букчина Б. З., Калакуцкая Л. П. Слитно или раздельно?: (Опыт словаря-справочника): около 82 000 слов / Под ред. В. Ф. Ивановой, В. В. Лопатина. — 3-е изд., испр. и доп. — М.: Русский язык, 1982. — 879 с.
- Букчина Б. З., Калакуцкая Л. П. Слитно или раздельно: (Опыт словаря-справочника): около 82000 слов. — 4-е изд., стер. — М.: Русский язык, 1983. — 879 с. — 75 000 экз.
- Букчина Б. З., Калакуцкая Л. П. Слитно или раздельно?: (опыт словаря-справочника): около 82000 слов. — 6-е изд., стереотип. — М.: Русский язык, 1987. — 875 с.
- Букчина Б. З., Калакуцкая Л. П. Слитно или раздельно?: (Опыт словаря-справочника): около 82000 слов. — 7-е изд., испр. — М.: Русский язык, 1988. — 875 с. — 100 000 экз. — ISBN 5-200-00880-8.
- Букчина Б. З., Калакуцкая Л. П. Слитно или раздельно?: опыт словаря-справочника: Свыше 107000 сложных слов. — 3-е изд., испр. и доп. — М.: Русский язык, 2004. — 939 с. — (Библиотека словарей русского языка). — 3000 экз. — ISBN 5-200-03178-8.
- Букчина Б. З., Калакуцкая Л. П. Слитно или раздельно?: опыт словаря-справочника: свыше 107000 сложных слов. — 4-е изд., стер. — М.: Дрофа, 2006. — 939 с. — (Библиотека словарей русского языка). — ISBN 5-358-01017-3.

Слитно или раздельно?. Орфографический словарь-справочник
- Букчина Б. З., Калакуцкая Л. П. Слитно или раздельно?: Орфографический словарь-справочник : свыше 107000 сложных слов. — М.: Русский язык, 1998. — 938 с. — (Библиотека словарей русского языка). — 8000 экз. — ISBN 5-200-02510-9.
- Букчина Б. З., Калакуцкая Л. П. Слитно или раздельно?: Орфографический словарь-справочник: Свыше 107000 сложных слов. — 2-е изд., стер. — М.: Русский язык, 2001. — 939 с. — (Библиотека словарей русского языка). — ISBN 5-200-03144-3.

Слитно? Раздельно? Через дефис?
- Букчина Б. З. Слитно? Раздельно? Через дефис?: Орфографический словарь русского языка: Ловушки орфографии. — М.: АСТ-Пресс, 1999. — 712 с. — (Словари АСТ-Пресс). — 7000 экз. — ISBN 5-7805-0263-3.
- Букчина Б. З. Орфографический словарь русского языка : Слитно? Раздельно? Через дефис?: Впервые с грамматическими формами, толкованиями и примерами употребления: Ловушки орфографии. — М.: АСТ-ПРЕСС КН., 2001. — 714 с. — (Словарь АСТ-Пресс). — ISBN 5-7805-0263-3.
- Букчина Б. З. Слитно? Раздельно? Через дефис?: словарь русского языка: свыше 45000 слов, грамматическая информация, примеры употребления / Российская акад. наук. — М.: АСТ-ПРЕСС, 2011. — 430 с. — (Словари XXI века, Настольные словари русского языка). — ISBN 978-5-462-01139-9.
- Букчина Б. З. Слитно? Раздельно? Через дефис?: словарь русского языка: свыше 45000 слов, грамматическая информация, примеры употребления. — М.: АСТ-Пресс Школа, 2017. — 430 с. — (Словари XXI века, Настольные словари русского языка). — 3000 экз. — ISBN 978-5-906971-18-0.

Русский орфографический словарь
- Русский орфографический словарь: около 160 000 слов / РАН, Отд-ние лит. и яз., Ин-т рус. яз. им. В. В. Виноградова; Подгот.: Б. З. Букчина, О. Е. Иванова, С. М. Кузьмина, В. В. Лопатин, Л. К. Чельцова. / Под ред. В. В. Лопатина, Н. А. Еськовой, С. М. Кузьминой. — М.: Азбуковник, 1999. — 1260 с. — ISBN 5-89285-014-5.
- Русский орфографический словарь / Сост. Б. З. Букчина, О. Е. Иванова, С. М. Кузьмина, В. В. Лопатин, Л. К. Чельцова. Отв. ред. В. В. Лопатин. — М.: Азбуковник, 1999. — 1262 с.

Орфографический словарь русского языка
- Букчина Б. З., Сазонова И. К., Чельцова Л. К. Орфографический словарь русского языка: более 100 000 слов: Грамматическая информация Пояснения и примеры. Таблицы грамматических форм. — М.: АСТ-Пресс, 2000. — 1288 с. — ISBN 5-7805-0631-0.
- Букчина Б. З., Сазонова И. К., Чельцова Л. К. Орфографический словарь русского языка: свыше 100 000 слов: грамматическая информация, трудные случаи. — 3-е изд., испр. и доп. — М.: АСТ-Пресс книга, 2006. — 1288 с. — ISBN 5-462-00479-6.
- Букчина Б. З., Сазонова И. К., Чельцова Л. К. Орфографический словарь русского языка: свыше 100 000 слов: грамматическая информация, трудные случаи. — М.: АСТ-Пресс, 2008. — 1288 с.
- Букчина Б. З., Сазонова И. К., Чельцова Л. К. Орфографический словарь русского языка: свыше 100 000 слов: грамматическая информация, трудные случаи. — 6-е изд., испр. и доп. — М.: АСТ-Пресс книга, 2010. — 1296 с.
- Букчина Б. З., Сазонова И. К., Чельцова Л. К. Орфографический словарь русского языка: свыше 100 000 слов: грамматическая информация, трудные случаи. — 6-е изд., испр. и доп. — М.: АСТ-Пресс книга, 2011. — 1296 с. — 3000 экз. — ISBN 5-462-00479-6, ISBN 978-5-462-00736-1.
- Букчина Б. З., Сазонова И. К., Чельцова Л. К. Орфографический словарь русского языка: свыше 100 000 слов: грамматическая информация, трудные случаи. — 6-е изд. — М.: АСТ-Пресс книга, 2016. — 1290 с. — (Программа "Словари XXI века" / Ин-т рус. яз. им. В. В. Виноградова РАН). — 1000 экз. — ISBN 978-5-462-00736-1.

Энциклопедический словарь юного филолога (языкознание)
- Букчина Б. З. Орфография // Энциклопедический словарь юного филолога (языкознание): Для сред. и ст. шк. возраста / Сост. М. В. Панов. — М.: Педагогика, 1984. — С. 199—200. — 352 с. — 500 000 экз.

Русский язык. Энциклопедия
- Букчина Б. З. Орфографические словари // Русский язык. Энциклопедия / Ю. Н. Караулов (гл. ред.). — 2-е изд., перераб. и доп.. — М.: Большая российская энциклопедия, Дрофа, 1997. — С. 301—303. — 703 с. — 50 000 экз. — ISBN 5-85270-248-X.

## Публицистика
- Букчина Б. З. Дед Мороз // Литературная газета. — 01.01.1970.
- Букчина Б. З., Максимова Л. К. Так работала комиссия // Неделя. — 20–26.09.1964. — С. 14.